# Six Jours de Wurtzbourg
Les Six Jours de Wurtzbourg sont une course cycliste de six jours disputée à Wurtzbourg, en Allemagne. Une seule édition a eu lieu en 1911, sur la piste "Städtische Ludwigshalle". 400 coureurs souhaitaient participer mais seulement 7 équipes ont été admises.

## Palmarès
| Année | Vainqueur             | Deuxième               | Troisième             |
| ----- | --------------------- | ---------------------- | --------------------- |
| 1911  | Johan Hohe Karl Wilde | Georg Barth Hans Leiss | Prygodda Otto Volrath |